# Tchomia
 (décembre 2024).
La mise en forme du texte ne suit pas les recommandations de Wikipédia : il faut le « wikifier ».
Les points d'amélioration suivants sont les cas les plus fréquents. Le détail des points à revoir est peut-être précisé sur la page de discussion.
- Les titres sont pré-formatés par le logiciel. Ils ne sont ni en capitales, ni en gras.
- Le texte ne doit pas être écrit en capitales (les noms de famille non plus), ni en gras, ni en italique, ni en « petit »…
- Le gras n'est utilisé que pour surligner le titre de l'article dans l'introduction, une seule fois.
- L'italique est rarement utilisé : mots en langue étrangère, titres d'œuvres, noms de bateaux, etc.
- Les citations ne sont pas en italique mais en corps de texte normal. Elles sont entourées par des guillemets français : « et ».
- Les listes à puces sont à éviter, des paragraphes rédigés étant largement préférés. Les tableaux sont à réserver à la présentation de données structurées (résultats, etc.).
- Les appels de note de bas de page (petits chiffres en exposant, introduits par l'outil «  Source ») sont à placer entre la fin de phrase et le point final[comme ça].
- Les liens internes (vers d'autres articles de Wikipédia) sont à choisir avec parcimonie. Créez des liens vers des articles approfondissant le sujet. Les termes génériques sans rapport avec le sujet sont à éviter, ainsi que les répétitions de liens vers un même terme.
- Les liens externes sont à placer uniquement dans une section « Liens externes », à la fin de l'article. Ces liens sont à choisir avec parcimonie suivant les règles définies. Si un lien sert de source à l'article, son insertion dans le texte est à faire par les notes de bas de page.
- La présentation des références doit suivre les conventions bibliographiques. Il est recommandé d'utiliser les modèles {{Ouvrage}}, {{Chapitre}}, {{Article}}, {{Lien web}} et/ou {{Bibliographie}}. Le mode d'édition visuel peut mettre en forme automatiquement les références.
- Insérer une infobox (cadre d'informations à droite) n'est pas obligatoire pour parachever la mise en page.

Pour une aide détaillée, merci de consulter Aide:Wikification.
Si vous pensez que ces points ont été résolus, vous pouvez retirer ce bandeau et améliorer la mise en forme d'un autre article.
Tchomia est une localité située dans la province de l'Ituri, dans le nord-est de la République Démocratique du Congo (RDC). Nichée au bord du lac Albert, cette localité est d'une importance stratégique, tant sur le plan économique que social.

## Géographie et positionnement
Tchomia se trouve à environ 60 kilomètres de la ville de Bunia, chef-lieu de l'Ituri. La localité bénéficie d'un accès direct au lac Albert, un des grands lacs africains, qui forme une frontière naturelle entre la RDC et l’Ouganda. Ce positionnement géographique fait de Tchomia un point de passage pour les échanges commerciaux transfrontaliers et les activités de pêche.

## Activités économiques
La pêche constitue l'activité économique principale à Tchomia, en raison de la richesse en poissons du lac Albert. Les produits halieutiques sont non seulement consommés localement mais aussi exportés vers d'autres régions de la RDC et même vers l’Ouganda.
En outre, le commerce transfrontalier joue un rôle vital. Des produits agricoles, artisanaux et manufacturés transitent régulièrement par Tchomia, en faisant un marché animé et un centre économique régional.

## Infrastructure et développement[3]
Malgré son potentiel économique, Tchomia fait face à des défis en termes d’infrastructures. Les routes reliant la localité à Bunia et aux autres zones environnantes sont souvent en mauvais état, rendant le transport difficile. De même, les infrastructures de santé et d’éducation nécessitent des améliorations pour répondre aux besoins croissants de la population.
Cependant, des initiatives de développement communautaire et des interventions humanitaires, souvent menées par des ONG, s’efforcent d’améliorer les conditions de vie.

## Défis sociaux et sécuritaires
Comme de nombreuses localités en Ituri, Tchomia est confrontée à des défis liés à l'insécurité. La région a été affectée par des conflits armés, ce qui a entraîné des déplacements massifs de populations. Tchomia a ainsi servi de refuge pour de nombreuses personnes déplacées à l'intérieur du pays (PDI), cherchant à échapper aux violences.
Malgré ces difficultés, les habitants de Tchomia affichent une résilience remarquable. Les efforts communautaires et les soutiens internationaux ont permis de maintenir une certaine stabilité dans la région.

## Rôle clé pour l'avenir de l'Ituri
Tchomia possède un potentiel considérable pour contribuer au développement de la province de l’Ituri. Avec un investissement accru dans les infrastructures, la promotion de la pêche durable et une meilleure gestion des ressources naturelles, la localité pourrait devenir un pôle économique majeur.

## Référence
1. ↑  « Ituri : à Tchomia, l’aquaculture comme solution pour éloigner les jeunes des groupes armés », sur MONUSCO, 14 septembre 2024 (consulté le 22 décembre 2024)
2. ↑  (en) « Evaluation rapide multisectorielle de la cité de Tchomia - Democratic Republic of the Congo | ReliefWeb », sur reliefweb.int, 6 février 2020 (consulté le 22 décembre 2024)
3. ↑  « Ituri : pour la construction des infrastructures portuaires à Tchomia et Kasenyi », sur ACP, 29 mai 2024 (consulté le 22 décembre 2024)
4. ↑  « Ituri : 20 000 déplacés sans aide humanitaire à Tchomia et à Kasenyi », sur Radio Okapi, 17 juin 2024 (consulté le 22 décembre 2024)